# Actel SmartFusion
A SmartFusion egy mikrovezérlő-család az Actel cégtől, jellemzője az integrált FPGA. Az eszközt egy ARM Cortex-M3 beágyazott hard-processzormag vezérli, amelyhez akár 512 KiB flash és 64 KiB RAM memória és analóg prifériák járulhatnak, pl. többcsatornás ADC és DAC áramkörök, és emellett ott van az alapvető FPGA szerkezet.

## Modellek
| Modellszám | FPGA felépítés | FPGA felépítés         | FPGA felépítés         | mikrovezérlő alrendszer (MSS) | mikrovezérlő alrendszer (MSS) |
| Modellszám | kapuszám       | blokkok (D-flipflopok) | RAM blokkok (4608 bit) | Flash                         | SRAM                          |
| ---------- | -------------- | ---------------------- | ---------------------- | ----------------------------- | ----------------------------- |
| A2F060     | 60 000         | 1536                   | 8                      | 128 KiB                       | 16 KiB                        |
| A2F200     | 200 000        | 4608                   | 8                      | 256 KiB                       | 64 KiB                        |
| A2F500     | 500 000        | 11 520                 | 24                     | 512 KiB                       | 64 KiB                        |

## Fejlesztőhardver
Az Actel két fejlesztőkártyát árul, amelyek SmartFusion csipet tartalmaznak. Az egyik az ún. SmartFusion Evaluation Kit (kb. kiértékelő készlet), amely egy olcsó kártya, rajta egy SmartFusion A2F200 csippel és az ára 99 dollár A másik a SmartFusion Development Kit (fejlesztőkészlet) elnevezésű, amely e teljes kiépítésű kártya, SmartFusion A2F500 csippel; ez valamivel drágább, ára 999 dollár.

## Dokumentáció
Az ARM csipekhez elérhető dokumentáció mennyisége ijesztően nagy, különösen a kezdők számára. Az elmúlt évtizedekben a mikrovezérlők dokumentációja könnyedén elfért egyetlen dokumentumban, de a csipek fejlődésével az információs anyag mennyisége is megnőtt. Az összes ARM csiphez készített teljes dokumentációt különösen nehéz átfogni, mert az az IC gyártójának (Actel) és a CPU mag forgalmazójának (ARM Holdings) anyagait is tartalmazza.
A tipikus dokumentumelérési útvonal a következő: a gyártó weboldala, a gyártó bemutató és marketinganyagai, a gyártó adatlapja a konkrét fizikai csiphez, a gyártó részletes referenciakézikönyve, amely leírja a szokásos perifériákat és a fizikai csip különböző jellemzőit, az ARM mag általános felhasználói kézikönyve, az ARM mag technikai referencia-kézikönyve, ARM architektúra referencia-kézikönyv az utasításkészlet(ek) leírásával.
A SmartFusion documentációs fa (felülről lefelé) teljesen megfelel a fenti leírásnak, tehát a dokumentációval való ismerkedés a SmartFusion weboldallal és a SmartFusion marketing diákkal kezdődhet, és így tovább.
Az Actel további dokumentációt is biztosít: a próbakártyák kézikönyvei, alkalmazási jegyzetek, gyors kezdő útmutatók (getting started guides), a szoftverkönyvtárak leírásai, hibajegyzékek és egyéb anyagok. A További információk rész tartalmaz a hivatalos STM32 és ARM dokumentumokra mutató hivatkozásokat.

## Fordítás
Ez a szócikk részben vagy egészben  az   Actel SmartFusion című angol Wikipédia-szócikk ezen változatának fordításán alapul.  Az eredeti cikk szerkesztőit annak laptörténete sorolja fel. Ez a jelzés csupán a megfogalmazás eredetét és a szerzői jogokat jelzi, nem szolgál a cikkben szereplő információk forrásmegjelöléseként.